# Lê (họ)
Lê (chữ Hán: 黎) là một họ của người Việt Nam và Trung Quốc. Họ Lê phổ biến ở miền nam Trung Quốc (Quảng Đông, Hồng Kông). Họ "Lê" của người Trung Quốc (chữ Hán: 黎; bính âm: Lí) thường được chuyển tự thành Li, Lai hoặc Le, có thể bị nhầm lẫn với họ Lý (chữ Hán: 李; bính âm: Lǐ) cũng được chuyển tự thành Li hoặc Lee. 
Họ Lê xếp thứ 262 trong Bách Gia Tính ("百家姓"排行榜) năm 2013 của Trung tâm Nghiên cứu Nguồn gốc Tính thị Hoa Hạ Hội Nghiên cứu Văn hoá Phục Hi Trung Hoa.
Chữ 黎 (lê) của họ này nghĩa gốc là "màu đen" (như trong từ "lê dân bách tính" - 黎民百姓, nghĩa là "dân đen trăm họ"), tránh nhầm lẫn với chữ 梨 (lê) có nghĩa là "quả lê", do chữ Quốc ngữ chỉ có thể biểu âm, không biểu nghĩa được như chữ Hán và chữ Nôm.

## Họ Lê Việt Nam

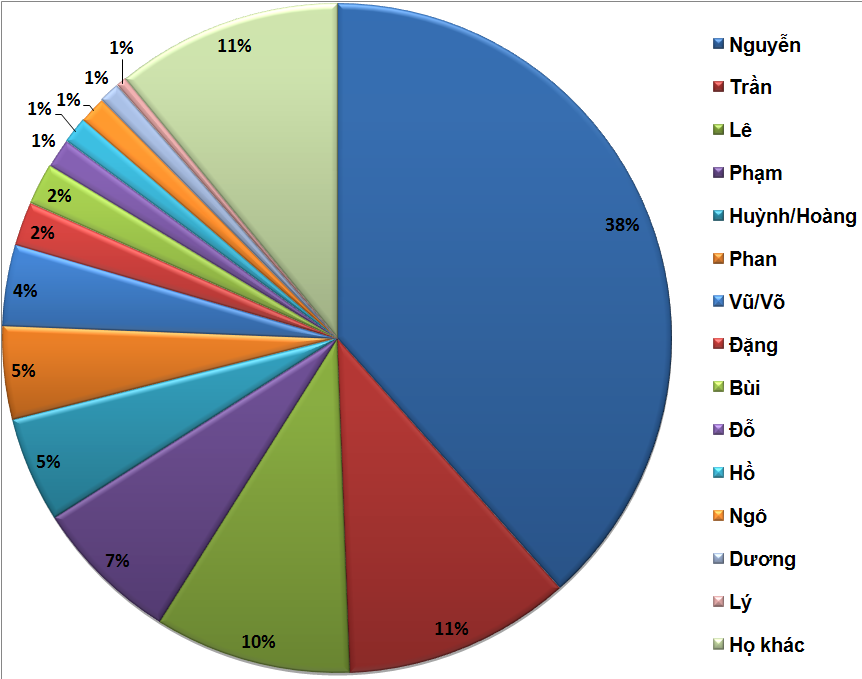
Họ Lê là một trong những phổ biến tại Việt Nam (thống kê 2005).

### Triều đại phong kiến

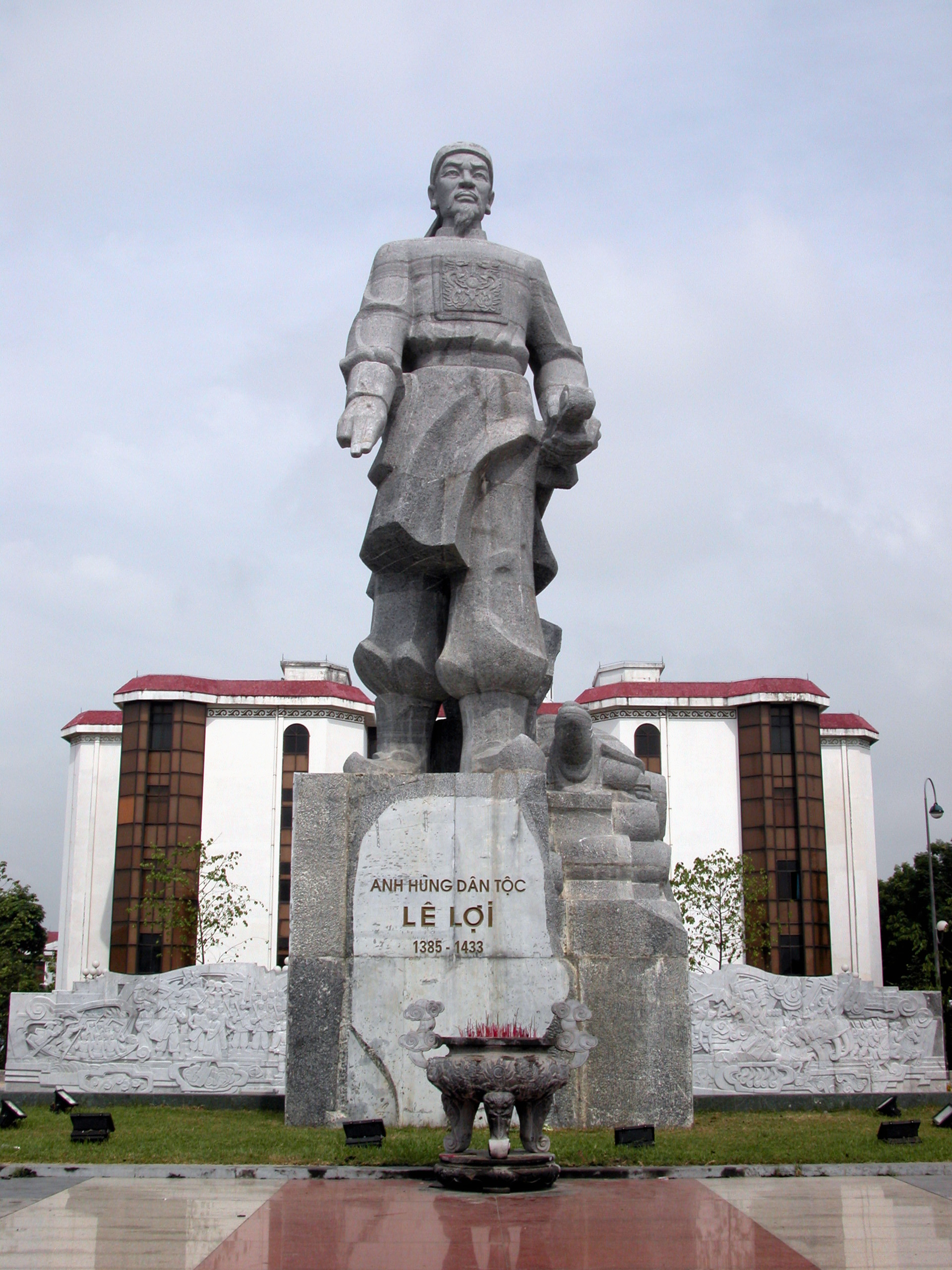
Lê Thái Tổ

### Chính trị

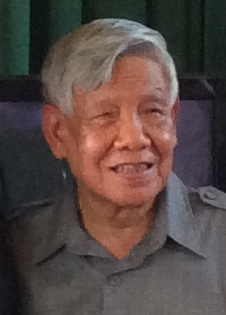
Tổng bí thư Ban Chấp hành Trung ương Đảng Cộng sản Việt Nam Lê Khả Phiêu

### Khoa học

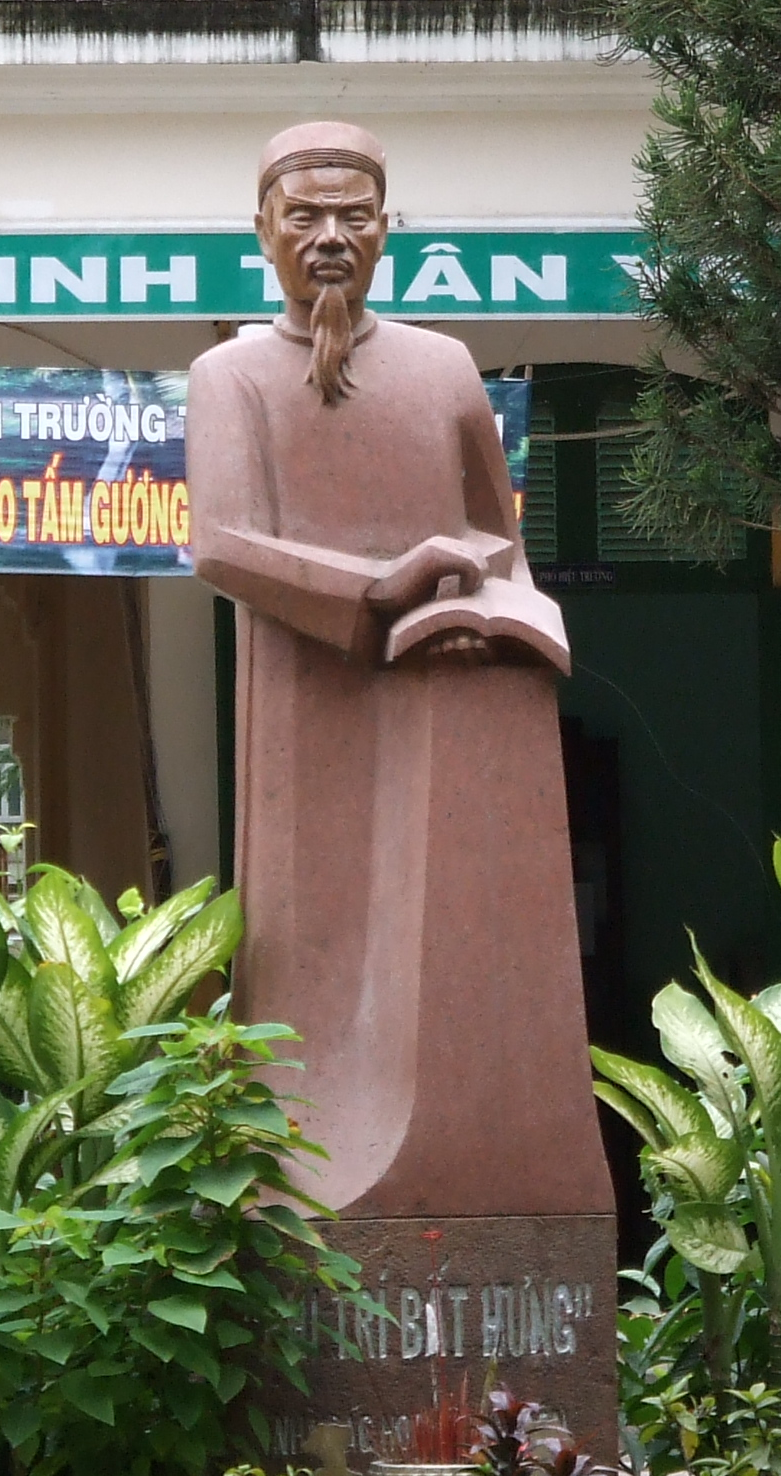
Nhà bác học Lê Quý Đôn

Hải Thượng Lãn Ông Lê Hữu Trác

## Người Trung Quốc

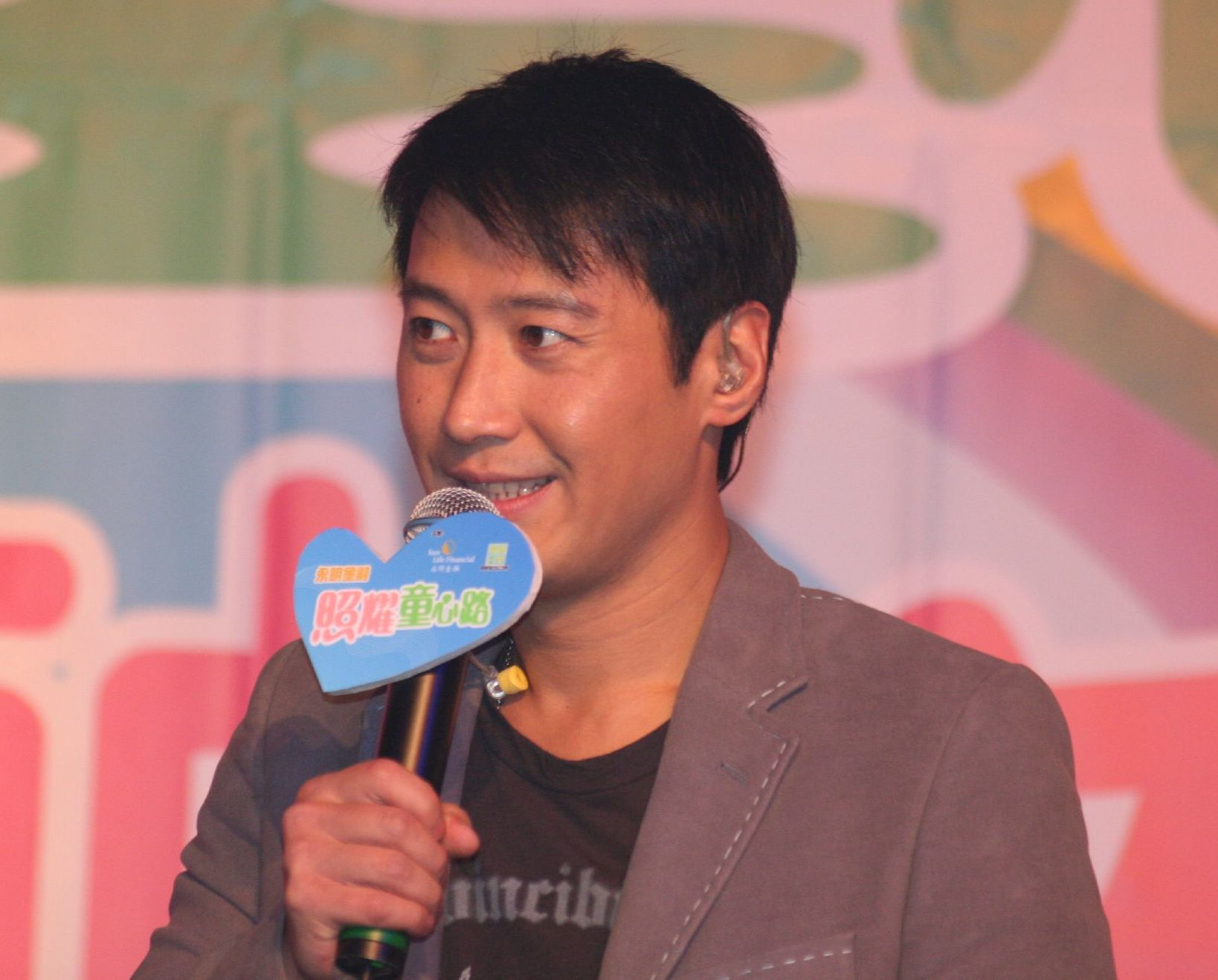
Nam ca sĩ, diễn viên Hồng Kông Lê Minh (黎明, Leon Lai).